# ソングオブザデッド
「ソングオブザデッド」は、KANA-BOONの楽曲。2023年9月20日にKi/oon Musicからメジャー18枚目のシングルとして発売された。

## 概要
- 前作『きらりらり』より約10ヶ月ぶりのシングル。
- 表題曲は、MBS・TBS系アニメ『ゾン100〜ゾンビになるまでにしたい100のこと〜』のオープニングテーマ
- CDは通常盤と10th Anniversary Editionの2形態で発売。 10th Anniversary Editionには、2023年5月14日に開催した日比谷野外音楽堂公演の全曲ライブ映像と、大阪公演を含めたドキュメンタリー映像を収録したBlu-rayとブックレットが付属。
- ミュージック・ビデオはのんが出演。エンディングのおまけ映像ではメンバーと共演している。
- ドラムの小泉・ギターの古賀が2023年12月を以て脱退したため、両名が在籍中の最後のCDシングルとなった。

## 収録曲
CD
全曲作詞・作曲：谷口鮪
1. ソングオブザデッド
2. ソングオブザデッド2
3. ソングオブザデッド3
4. ソングオブザデッド(Anime Size)
5. ソングオブザデッド (Anime Size Instrumental)